# Alberto Caeiro
Alberto Caeiro (6 april 1889, 13.45 uur – 1915 aan tbc) was een van de heteroniemen van de Portugese schrijver Fernando Pessoa.

## Geboorte als heteroniem
Waar Pessoa zijn denken niet kon stilzetten, maakte hij een heteroniem die dat wel placht te kunnen, Caeiro, een simpele landman, zijn eerste poging om zijn grote droom, het denken een halt toe te roepen, te verwezenlijken.

## Persoonlijkheid
Alberto Caeiro is Pessoa’s eerste grote heteroniem, zoals Pessoa hem beschrijft: “Hij ziet de dingen met de ogen alleen, niet met het verstand. Hij laat geen gedachten vrij wanneer hij naar een bloem kijkt ... het enige wat een steen hem vertelt is dat hij hem niets te vertellen heeft ... deze manier van kijken naar een steen kan omschreven worden als een volledig onpoëtische manier van kijken naar de dingen.” Toch maakt Caeiro volgens Pessoa net door afwezigheid van sentiment pure poëzie.
Wat Caeiro tot een uitzonderlijk poëtisch experiment maakt is zijn wereldbeeld. Hij ziet alleen buitenkant. In godsdienst, filosofie, poëtische beschouwingen bij volle maan, kortom in elke vorm van metafysica ziet hij alleen irritatie.  Hij stelt niets wat dan ook in vraag, hij aanvaardt de wereld zoals ze is. Zijn dichtkunst getuigt van een kinderlijke verwondering tegenover de oneindige diversiteit in de natuur. Hij is vrij van metafysische ketens. 
Daardoor zijn de Caeiro-gedichten ven Pessoa ook het meest verstaanbaar, en een prachtige eerste kennismaking met de poëzie an sich.  Allesbehalve poëzie, want wezenlijk. In de wereld van Caeiro triomfeert de idee dat in de wereld om ons heen alles oppervlakte is, de dingen precies zijn zoals ze lijken, er geen verborgen betekenis bestaat, een steen een steen, een bloem een bloem is en een rivier een rivier.
Hij slaagt er aldus in zich te bevrijden van de angsten die de anderen in zijn omgeving wel ervaren omdat voor hem, de dichter Caeiro, we het recht niet hebben onze omgeving, en al wat daarin bestaat, meer toe te schrijven dan hun eenvoudige bestaan. Ons ongeluk, aldus Caeiro, komt voort uit onze onwil om onze horizon te beperken. Als dusdanig vloeit geluk voort uit het niet bevragen, en dus vermijden van twijfels en onzekerheden. Hij begrijpt de realiteit alleen via zijn zintuigen en wie geluk nastreeft moet volgens hem hetzelfde doen. Geluk is voor Caeiro eenvoudig bestaan, al is dat lang niet zo eenvoudig.

## Visie op poëzie
Caeiro beschouwt de dichtkunst van voor zijn tijd als ‘interpretatief’, ze geeft alleen een interpretatie van de perceptie van de dichters, is dus louter interpretatie. Caeiro probeert daarentegen te communiceren met zijn zintuigen en gevoelens, zonder enige interpretatie. Hij probeert de natuur te benaderen vanuit het eenvoudig opvangen van fenomenen (conform een ‘fenomenologische aanpak’ uit de filosofie). Dichters voor zijn tijd zouden volgens hem metaforen gebruiken om te beschrijven wat voor hen stond, terwijl Caeiro zichzelf de taak oplegde deze objecten naar zo direct en eenvoudig mogelijk wilde weergeven.  De directe ervaring staat dus centraal.
Caeïro wordt een anti-intellectueel, anti-romanticus, anti-subjectivist, anti-metafysicus, anti-dichter genoemd, hoewel dit allemaal vergezocht is want Caeïro is eenvoudig, meer zelfs: hij is. Wat hem zeer sterk doet verschillen van zijn schepper Fernando Pessoa die leeft in een onrust van metafysische onzekerheden, in sterke mate de oorzaak van zijn al dan niet geveinsde ongeluk. Caeïro is net het tegenovergestelde, hij vermijdt metafysica, onzekerheden en een geloof dat een betekenis zoekt achter alles. Caeiro is, de dingen zijn, meer niet.
Caeiro is de incarnatie van de heiden, de landman, volgens sommige critici de pre-beschaving op zich.

## Dood
De utopie van een sereen, oppervlakkig leven, een vijver zonder rimpel, komt af en toe terug in de poëzie, en blijkt niet vol te houden. Een tevreden landman maakt geen verzen, een herder heeft geen last van symbolisme of orakels. De utopie is uiteindelijk gestorven aan zijn schepper, met een laatste groet aan de zon, alleen blij om haar nog eens te zien.